# Polyphylla monahansensis
Polyphylla monahansensis är en skalbaggsart som beskrevs av Hardy 1978. Polyphylla monahansensis ingår i släktet Polyphylla och familjen Melolonthidae. Inga underarter finns listade i Catalogue of Life.